# Michael Wolff (újságíró)
Michael Wolff (Paterson, New Jersey, 1953. augusztus 27. –) amerikai esszéista és újságíró. 2018. január 5-én jelent meg a Tűz és düh. Trump a Fehér Házban ( Fire and Fury: Inside the Trump White House) című könyve, amely ellen már megjelenése előtt tiltakozott Donald Trump, az Amerikai Egyesült Államok elnöke.

## Életpályája
Michael Wolff a Columbia Egyetemen és a Vassar Főiskolán tanult. Michael Wolff házastársa Alison Anthoine.

## Magyarul
- Tűz és düh. Trump a Fehér Házban; ford. Ács Eleonóra; Athenaeum, Bp., 2018